# Distretto di Ile (Mozambico)
Il distretto di Ile è un distretto del Mozambico, facente parte della Provincia di Zambezia.